# Kroningsoproer

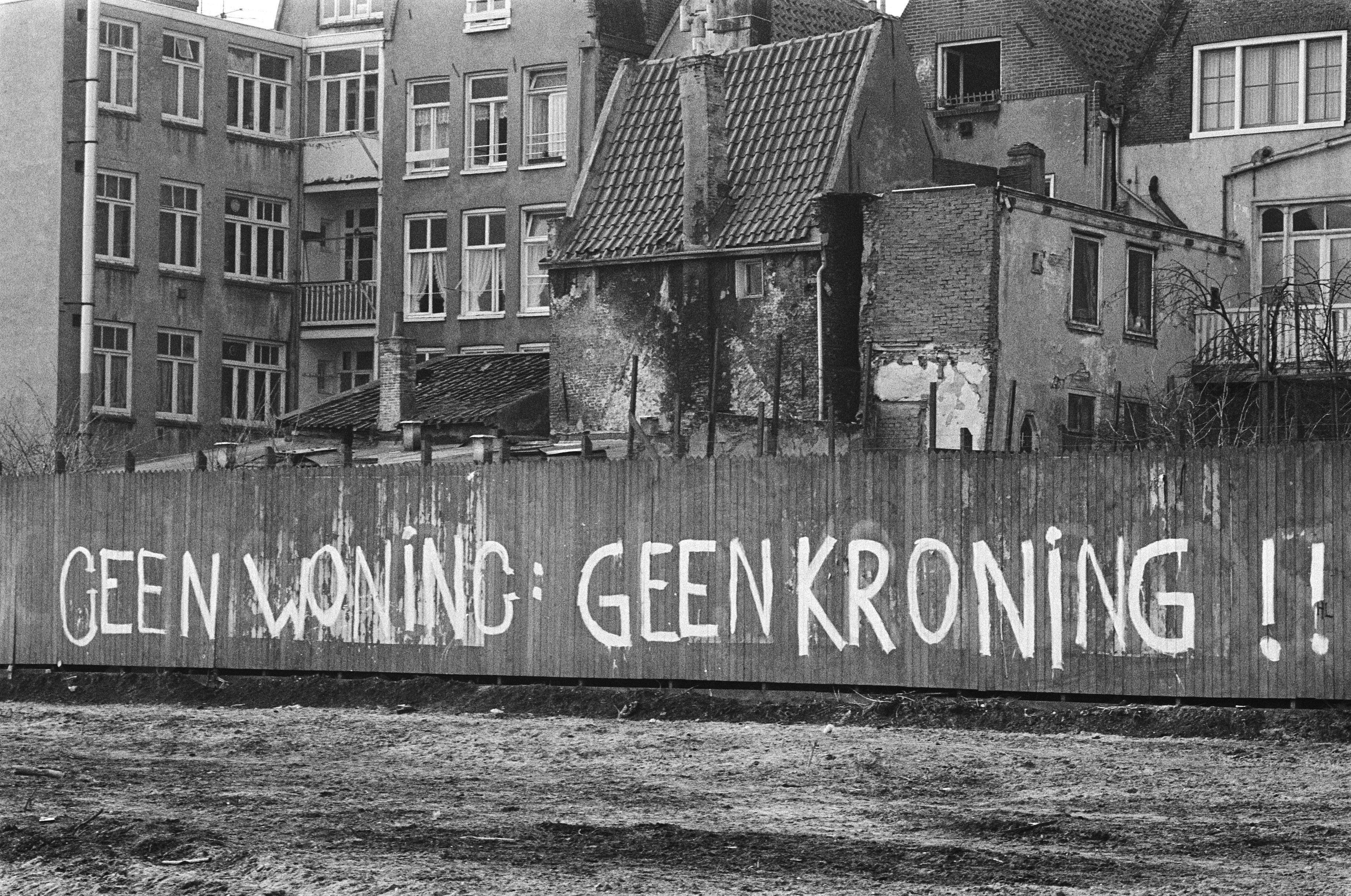
"Geen woning, geen kroning" op een schutting in de Haarlemmer Houttuinen.

Het kroningsoproer of de kroningsrellen van 30 april 1980 behoren tot de grootste ordeverstoringen of rellen in de Nederlandse geschiedenis in vredestijd. Tijdens de troonopvolging met inhuldiging van koningin Beatrix op Koninginnedag 1980 waren de straten van Amsterdam niet het toneel van het volksfeest waar de organisatoren op hadden gehoopt. Onder de leus 'Geen woning, geen kroning!' gingen krakers, autonomen en andere al dan niet radicale jongeren de straat op met verschillende doelen: een deel protesteerde tegen de woningnood, anderen waren van plan de inhuldiging te verstoren. De dag eindigde in grote krakersrellen. De inhuldiging en balkonscène werden echter niet verhinderd.

## Aanloop
Het Amsterdam in de jaren 1970 kende woningnood tegelijk met langdurige leegstand. Jonge mensen zonder woonruimte kraakten leegstaande panden. Hieruit ontstond de kraakbeweging. De renovatie voor de kroningsceremonie van de koninklijke paleizen (Paleis Noordeinde en het Paleis op de Dam) door het ministerie dat ook volkshuisvesting in haar portefeuille had, maakte kraakactivisten boos omdat er volgens hen beter geld in nieuwe betaalbare woonruimte gestoken kon worden. Ook een snel stijgende (jeugd)werkloosheid en irritatie over speculaties met Amsterdamse panden speelde mee.
In Amsterdam ging het al in de maanden voor het kroningsoproer in de richting van gewelddadige confrontatie tussen krakers en de politie. Vanaf eind 1979 bereidde de kraakbeweging zich voor op een grote barricadestrijd in het stadscentrum om de ontruiming van de panden De Groote Keyser te voorkomen. Tot een ontruiming kwam het echter niet. Tijdens een kraak, ontruiming en gewelddadige herkraak van een pand in de Vondelstraat kwam de botsing alsnog. Straten werden dagenlang gebarricadeerd. Voor de tweede ontruiming werden rupsvoertuigen van de genie ingezet om deze barricades te doorbreken, samen met pantserwagens van de Koninklijke Marechaussee. De kraak werd gelegaliseerd, net als de gemeente al in januari tot aankoop van De Groote Keyser voor legalisering had besloten. Tegen een achtergrond van grote woningnood en een georganiseerde tegencultuur van krakers, jongerenwerkers en politieke jongerenorganisaties werd de inhuldiging van koningin Beatrix aangegrepen om actie te voeren. Onder de bekende leus 'Geen woning, geen kroning!' konden deze aanvankelijk op steun rekenen van linkse partijen, bladen als de Volkskrant en Vrij Nederland en de omroepvereniging VARA. Voor de actiedag werden door het Landelijk Overleg Kraakgroepen ook buiten Amsterdam verschillende acties gepland om van de verwachte afwezigheid van de politie te kunnen profiteren.

### Betrokkenen
Vanuit het kabinet-Van Agt werd een taakgroep ingesteld om de feestelijkheden voor te bereiden. Ook in de gemeente Amsterdam werden politie en college voorbereid op de taken voor de 30e april.
Ook vanuit de kraakbeweging werden flinke voorbereidingen getroffen. Vanuit het kraakpand de Groote Keijser zou de hele dag Radio de Vrije Keijser te horen zijn, daarnaast was er ook een stoorzender aanwezig. Verschillende kraakgroepen hadden kraakacties gepland en er waren plannen om de Dam vol met pamfletten te strooien.

## 30 april

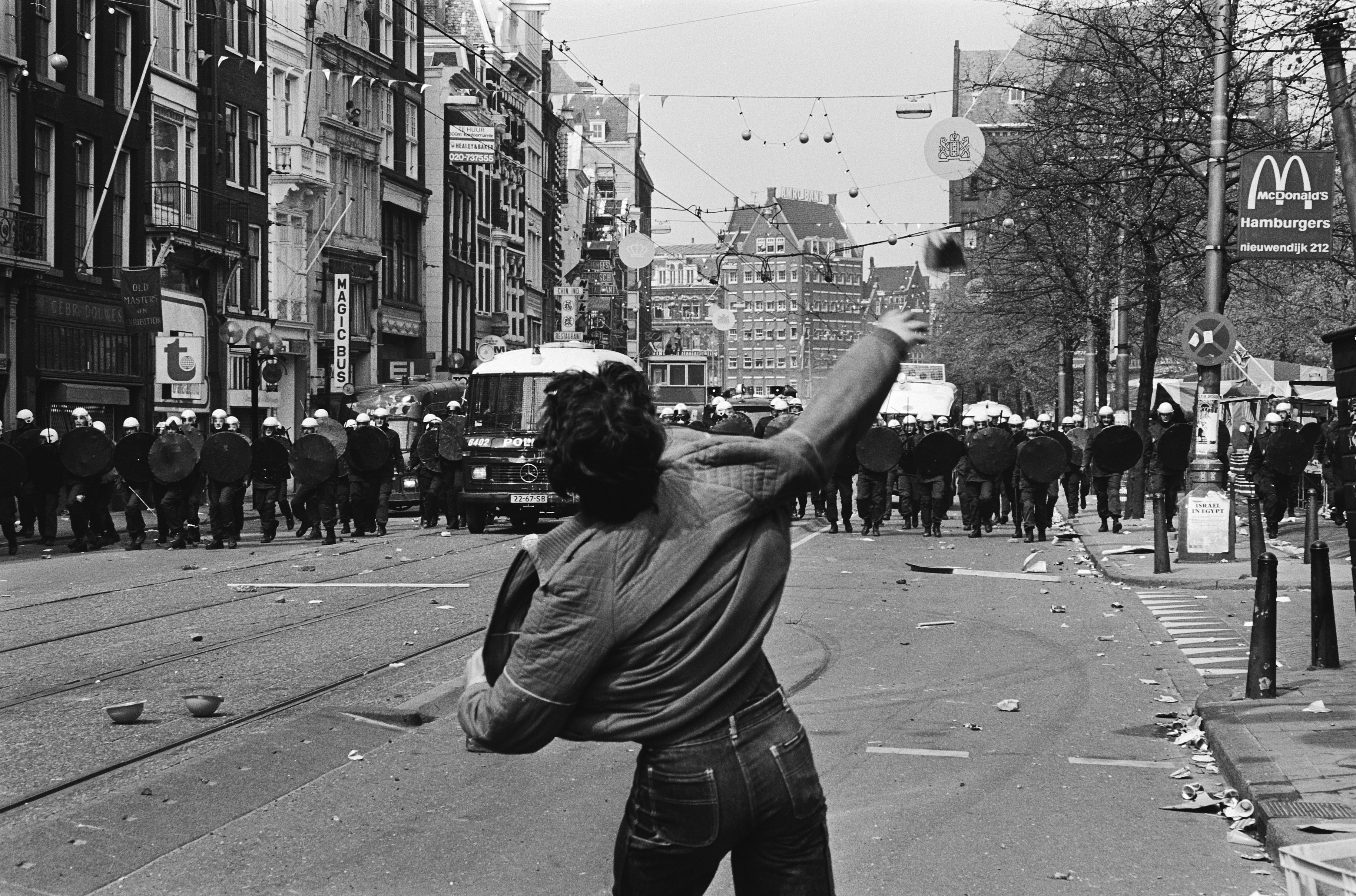
Stenengooier op het Rokin tegenover de Mobiele Eenheid.

Een kleine tienduizend politiemensen, marechaussees en militairen waren in Amsterdam om op deze dag de orde te bewaken. Het gebied waar de troonsafstand en inhuldiging plaatsvond (Dam en Nieuwe Kerk) was rondom afgegrendeld en bewoners in het gebied dienden een speciale pas te hebben. De binnenstad van Amsterdam werd met twee veiligheidslinies door de Mobiele Eenheid (ME) beschermd. Er waren sluipschutters en speciale eenheden die de Dam en de hoge gasten uit binnen- en buitenland bewaakten. De politie zette ook twee helikopters en verkenningseenheden op de grond in.
De VARA hield, samen met Radio Stad Amsterdam, een speciale live-uitzending.

### Tijdlijn
In de ochtend werden op kraakpanden door de stad spandoeken ontrold waarop "om half twaalf gebeurt het" en "11:30" te lezen stond.
| Tijd  | Gebeurtenissen |
| ----- | --- |
| 11:00 | Op de hoek van de Kinkerstraat en de Bilderdijkstraat wordt het leegstaand kantoorgebouw Kinkerstraat 260 gekraakt. Wegafzettingen worden gebruikt om zo op straat een feest te houden. De actievoerders zijn van plan alle autoverkeer tegen te houden maar de trams, die door het afsluiten van de binnenstad al nauwelijks kunnen rijden, door te laten. Door een communicatiefout van de politie komt deze informatie niet in de commandokamer aan en daarom wordt besloten tot inzet van de Mobiele Eenheid om de doorgang voor trams veilig te stellen. De Mobiele Eenheid, die door onduidelijke communicatie het bevel krijgt om de straat schoon te vegen, wordt door actievoerders strijdlustig ontvangen. Door de aanwezigheid van radioverslaggevers wordt het opstootje de ether in gezonden en komt zodoende terecht bij een groep van honderdvijftig F-siders van Ajax, die dan nog in de binnenstad zijn. De politiehelikopter meldt dan ook dat een groot lint van mensen zich vanaf de binnenstad naar de Kinkerstraat begeeft. Ook krakers worden opgeroepen zich daarheen te spoeden. Na een korte confrontatie trekt de Mobiele Eenheid zich terug. De verkenners die even daarna aankomen melden de commandocentrale dan ook dat er een feestelijke stemming heerst. Door dit eerste treffen lijkt de toon gezet en er worden ME-pelotons op toegangswegen naar de binnenstad gepositioneerd. Politiecommandant Rhoodes meldt over dit treffen: "Ik ben er zeker van dat de CPN achter die rotzooi in de Kinkerstraat zit." |
| 13:00 | Er wordt verzameld voor een demonstratie bij de Dokwerker. Onder de demonstranten zijn veel jongeren van de PSP en de JS die vlaggen meedragen. Ook heeft een deel van de F-side zich intussen aangesloten bij de demonstratie. |
| 13:45 | De stoet komt in beweging en trekt op in de richting van het Waterlooplein. Op de Blauwbrug staat de Mobiele Eenheid opgesteld om de doorgang naar de binnenstad te versperren. Er ontstaat een flessenhals en al snel komt het tot een treffen tussen demonstranten en ME. Binnen enkele minuten verandert de bouwput van het Waterlooplein in een geïmproviseerd slagveld. F-siders gooien geparkeerde auto's in de gracht terwijl diverse demonstranten een stenenregen op de ME-linies laten neerdalen. Door de onoverzichtelijke situatie op het plein, de inzet van traangas (dat door de wind vooral op de ME terechtkomt) en de stoorzender van de Grote Keijser zit er voor het ME-peloton op de brug niet veel anders op dan stand proberen te houden. Ondertussen proberen andere pelotons de brug te ontzetten maar deze worden op het plein teruggedreven en kunnen daardoor hun collega's niet te hulp schieten. De demonstratie vervolgt ondertussen zijn weg richting de binnenstad via andere bruggen waar de ME niet staat opgesteld. Al snel loopt de menigte over de Damstraat richting het Rokin en de Dam. De verraste politie probeert halsoverkop meer ME naar het Rokin te sturen maar tot die tijd moet de demonstratie worden tegengehouden door een veertigtal gewone agenten. |
| 14:30 | In een poging het Waterlooplein schoon te vegen komen drie pelotons in moeilijkheden. In een wilde vlucht rijden de bussen met open achterdeuren weer van het plein af. Ook de politie te paard die al enkele charges uitgevoerd had, trekt zich terug. Ten slotte wordt ook de Blauwbrug opgegeven. De demonstranten in de Damstraat zijn inmiddels de Dam dicht genaderd maar ondernemen geen poging door de politielinie heen te breken. De toegesnelde ME kan de agenten aflossen en al snel daarna slaat de vlam in de pan. Een stenenregen van de demonstranten treft de slecht uitgeruste ME'ers uit andere delen van het land. |
| 15:00 | Tijdens het begin van de plechtigheden dringt het rumoer vanaf de straat duidelijk door tot in de Nieuwe Kerk. Ook het lawaai van overvliegende helikopters en van sirenes maakt de gasten er niet gerust op. |
| 15:30 | Door de demonstranten in de Damstraat worden de eerste geïmproviseerde molotovcocktails gegooid. Hells Angels die in een café in de straat een biertje drinken zijn bang dat hun motoren door de demonstranten niet gespaard zullen worden en gaan de demonstranten zwaaiend met kettingen te lijf. Enkele demonstranten krijgen rake klappen. Op de Oudezijds Voorburgwal lieten de Rockers hun feestje niet verstoren en gooiden een paar krakers in de gracht. De ME doet een stapje achteruit en zet vervolgens traangas in om de demonstranten terug te dringen. In de commandocentrale wordt duidelijk dat de troepen 'op de grond' het water aan de lippen staat en er worden reservetroepen aangevraagd uit Utrecht, Rotterdam en Alkmaar. Door de totale chaos waarin de stad zich dan bevindt en de afwezigheid van een adequate communicatie- en commandostructuur worden veel van de hulptroepen door heel de stad gereden en nauwelijks nuttig ingezet. De toesnellende ME die over het Rokin rijdt, waar dan de vrijmarkt aan de gang is, rijdt een bloemenkraam en een vistent om en een waterwerper knalt tegen een verkeerslicht aan. De ME-bussen worden achtervolgd door demonstranten van het Waterlooplein, waardoor de gevechten zich nu ook uitbreiden naar het Rokin. |
| 16:00 | De etalage van Vroom & Dreesmann wordt geplunderd. Ondertussen zet de ME nu haast onafgebroken traangas in tegen de demonstranten. Tot later op de avond ligt het zwaartepunt van de gevechten in de Damstraat en het Rokin. |
| 17:30 | Na overleg tussen de kraakgroepen wordt opgeroepen om te gaan kraken in plaats van rotzooi te schoppen. De oproep heeft weinig zin. De gevechten worden gaandeweg de avond grimmiger, een aantal ME-pelotons is 'kwijt' en het traangas begint op te raken. In het nauw gedreven ME'ers met onvoldoende bescherming beginnen terug te gooien met stenen. |
| 19:30 | Op het Damrak vinden de eerste insluitingen en arrestaties plaats, iets dat met veel vreugde door de moegestreden ME'ers wordt ontvangen. |
| 20:30 | Door inzet van een nieuw traangas, zogenaamd traan- en braakgas, krijgt de ME eerst rond de Damstraat en daarna ook op het Rokin het overwicht. Van opgave door de demonstranten is echter nog geen sprake, er worden barricades opgeworpen en de gevechten worden, hoewel door kleinere groepen uitgevoerd, feller. Op het Rokin weigert de ME, na het schoonvegen van de straat, nog verdere inzet. |
| 23:00 | Nadat in Paradiso een manifestatie tegen de monarchie afgelopen is ontstaat er op het Leidseplein een grote confrontatie. Er wordt wederom traan- en braakgas ingezet en er vinden veel arrestaties plaats, ook in cafés waar mensen zich proberen te verschuilen. De politie gebruikt hierbij methodes die "het daglicht niet kunnen verdragen." |
| 01:00 | De ME wordt weer teruggeroepen, de grootste rellen zijn over. |

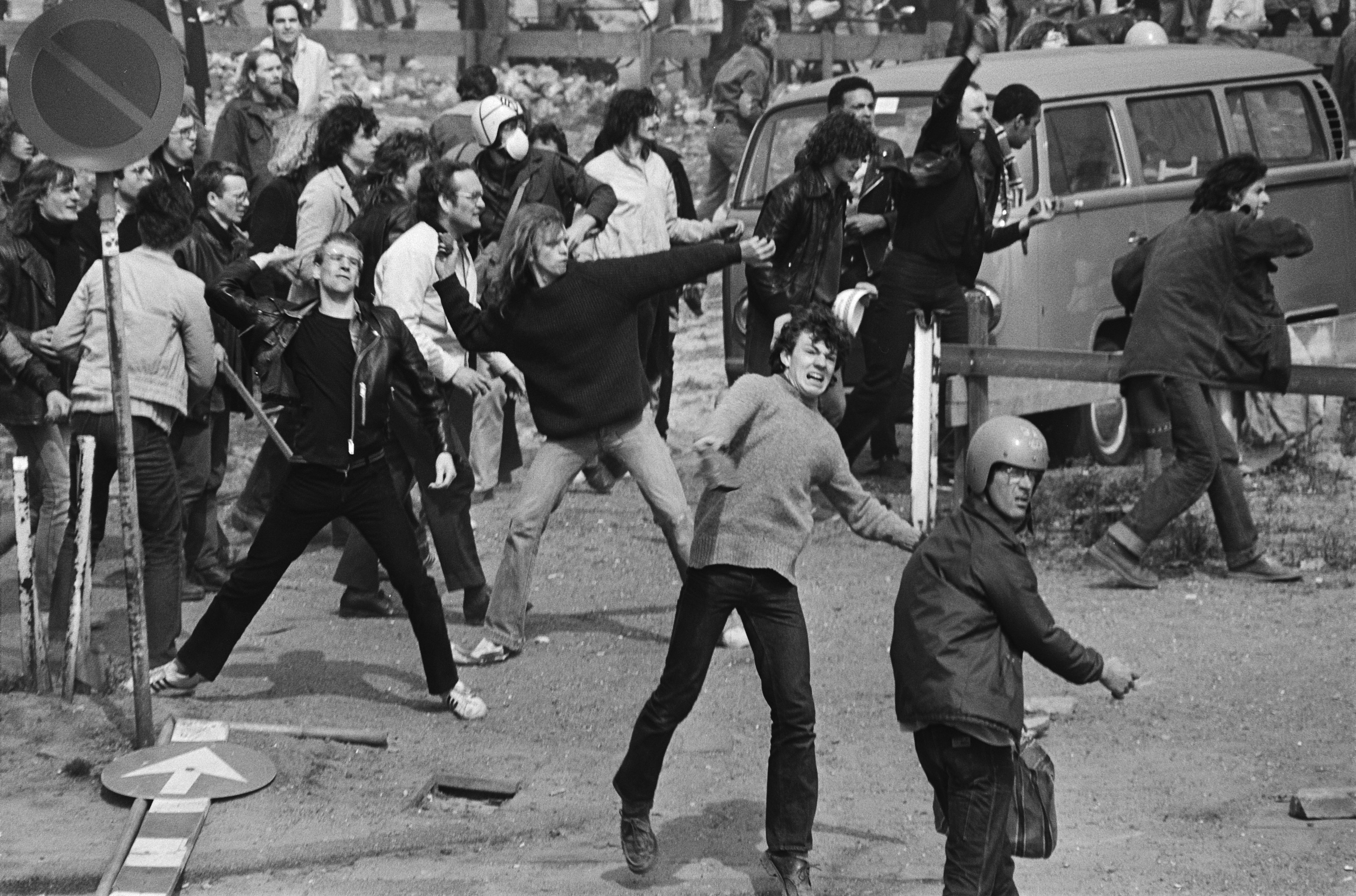
Stenengooiers
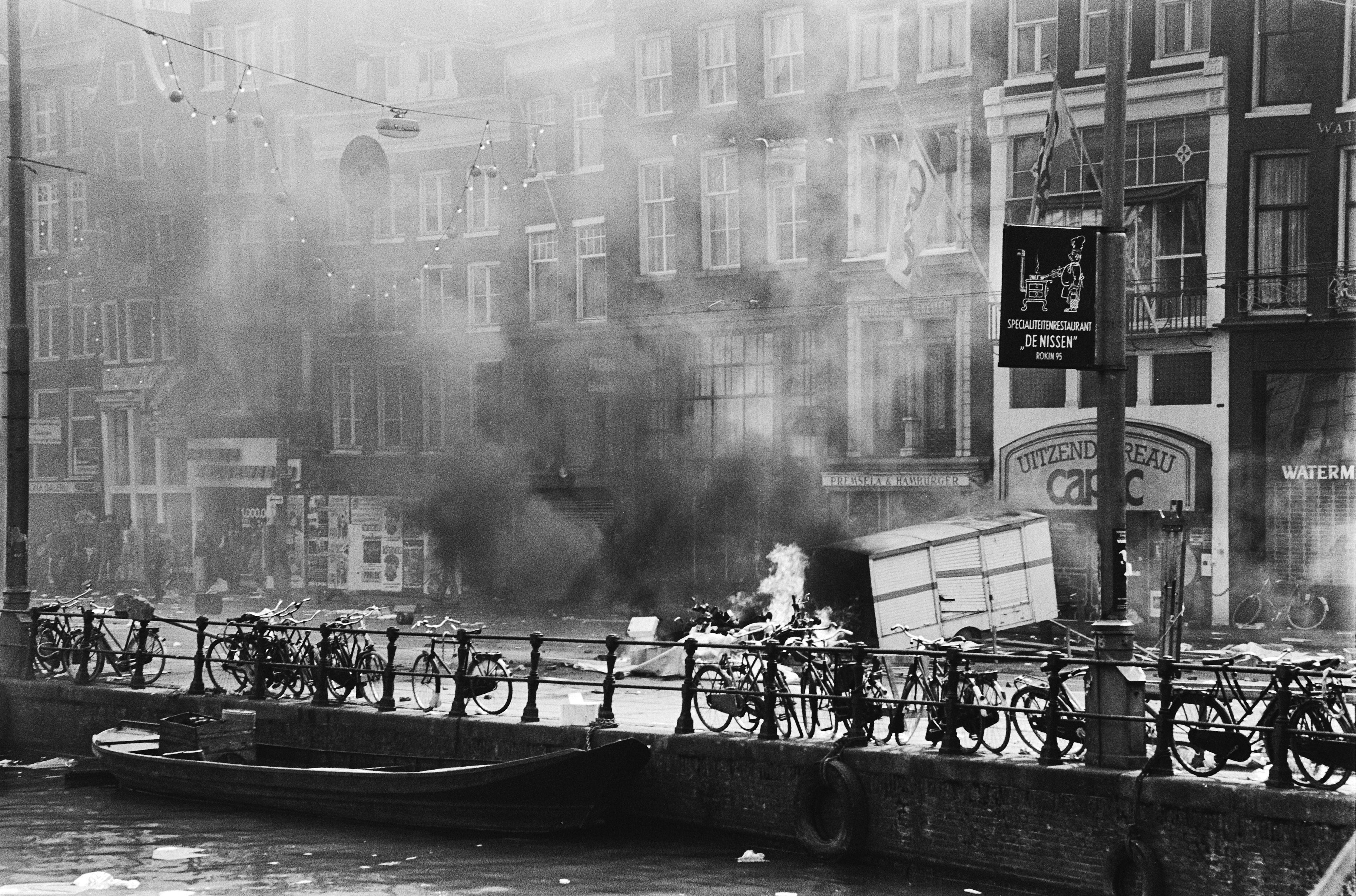
Brandstichting
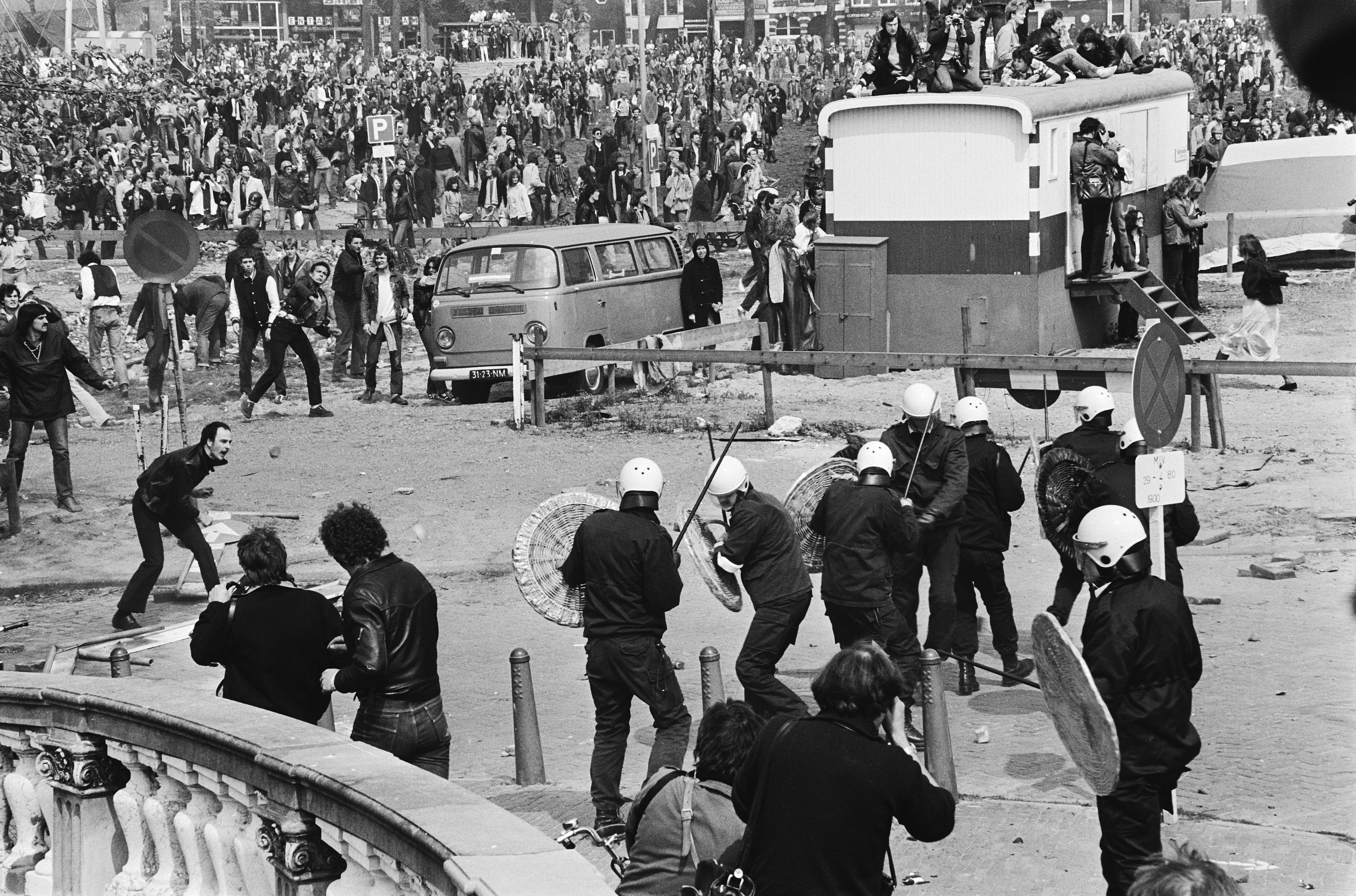
Slag om de Blauwbrug

## Afloop
De materiële schade door de rellen liep in de miljoenen guldens. Honderden mensen zijn die dag gewond geraakt.

## Betekenis
Het kroningsoproer kan worden gezien als een omwenteling. Door de massaliteit van de rellen wordt het kroningsoproer tot de grootste ordeverstoringen voor Nederland in vredestijd gerekend. De rellen vormden vooral voor de kraakbeweging een aanzet tot verdere radicalisering, terwijl de steun die de beweging eerder genoot van de Amsterdamse bevolking afkalfde. De jaren 1980-1985 zijn de gewelddadigste in de geschiedenis van de Nederlandse kraakbeweging en in die van Nederland sinds 1945.